# Меланія
Мела́нія — християнське жіноче ім'я. Походить від лат. Melania або грец. Μέλανια, утвореного від грец. μέλαινα — «темна, чорна» (пор. «меланізм»). У католицький традиції існує також чоловіче ім'я Меланій (лат. Melanius).
Українські народні форми — Мелана, Меланка, Маланка, Малана, Мелашка, Малашка. Зменшені форми — Меланка, Маланка, Малана, Мелашка, Малашка, Меланонька, Меланочка, Меланочка, Маланонька, Маланочка, Меланя, Мелася, Маланя, Малася, Міла, Міля, Миля, Мільця, Мілонька, Мілочка.

## Популярність
Ім'я Меланія було досить поширене в Україні до XX століття, але відтоді використання цього імені суттєво зменшилося. Проте з 2010 року воно знову почало інтенсивно використовуватися в Україні.
В англомовних країнах ім'я Мелані (Melanie) стало популярним у 1930-х роках — після виходу в світ роману Маргарет Мітчелл «Звіяні вітром», де його носить одна з головних героїнь. Популярність імені зростала до 1970-х, зараз залишається стабільною (у 2007 стояло на 80-му місці найпопулярніших імен для новонароджених). У Франції у 2004 році ім'я Мелані́ (Mélanie) стояло в списку популярності на 84-му місці.

## Іменини
- За юліанським календарем (новий стиль) — 13 січня (Меланія Римлянка (Вифлеємська, Палестинська, Молодша)), 21 червня (Меланія Старша)[3].
- За григоріанським календарем — 31 грудня (Меланія Римлянка), 31 грудня і 8 червня (Меланія Старша)[4].

## Маланка
У день пам'яті Меланії Молодшої, 13 січня (за старим стилем — 31 грудня) в українських землях відзначали народне свято, відоме як «Щедрий Вечір», «Васильєв Вечір» або «Маланка» (Меланка, Меланки, Маланія). Одним із обрядів цих святкувань, у яких сплелися християнські і язичницькі мотиви, було перевдягання жінкою («Маланкою») парубка.

## Відомі носійки

### Античність
- Меланія Старша — християнська свята IV—V ст.
- Меланія Римлянка (Меланія Молодша) — християнська свята IV—V ст., онучка Меланії Старшої

### Новітній час
- Меланія Кравців — українська громадська діячка, письменниця.
- Мелані Кляйн — британський психоаналітик австрійського походження
- Мелані Гріффіт — американська акторка
- Мелані Майрон — американська акторка
- Мелані Лоран — французька акторка
- Меланія Трамп — словенська фотомодель
- Мелані Чісхолм — британська поп-співачка, колишня учасниця гурту Spice Girls
- Мелані Лінскі — новозеландська акторка
- Мелані Браун — британська співачка
- Мелані Джанін Торнтон — афроамериканська співачка
- Мелані (Мелані Сафка) — американська співачка україно-італійського походження
- Мелані Уден — американська тенісистка
- Мелані Фіона — канадська співачка

### Вигадані героїні
- Маланка Волик («Fata Morgana»)
- Мелані Гамільтон («Звіяні вітром»)
- Мелані Страйдер («Господиня»)
- Мелані Ісаакс («Безчестя»)
- Мелані Йоназ («Дні нашого життя»)
- Мелашка Кайдашиха («Кайдашева сім'я»)